# The Winning Season
The Winning Season es una película de comedia y deporte del 2010 escrita y dirigida por James C. Strouse, protagonizada por Sam Rockwell. La película se estrenó en el Festival de Sundance 2009 y tuvo un lanzamiento limitado el 3 de septiembre de 2010.
Lionsgate compró los derechos de la película de Reino Unido y Estados Unidos en Sundance. Plum Pictures y Gigi Films produjeron la película.

## Sinopsis
Bill (Sam Rockwell), un divorciado padre perezoso, está distanciado de su hija Molly (Shana Dowdeswell). El amigo de Bill, Terry (Rob Corddry), un director de secundaria, le ayuda a conseguir un trabajo como entrenador de las chicas del equipo universitario de baloncesto. Bill comienza a arrepentirse de su decisión cuando se encuentra con las chicas del equipo: Abbie (Emma Roberts), Tamra (Meaghan Witri), Mindy (Melanie Hinkle), Wendy (Rooney Mara), Lisa (Shareeka Epps) y Kathy (Emily Rios). El equipo mejora con el entrenamiento de Bill y las chicas le aconsejan sobre su relación con su hija. La temporada ganadora del equipo, sin embargo, no protege a las chicas de sus dificultades del mundo real.

## Reparto
- Sam Rockwell como Bill.
- Shareeka Epps como Lisa.
- Emily Rios como Kathy.
- Rooney Mara como Wendy.
- Emma Roberts como Abbie.
- Meaghan Witri como Tamra.
- Melanie Hinkle como Mindy.
- Margo Martindale como Donna.
- Rob Corddry como Terry.
- Shana Dowdeswell como Molly.
- Caitlin Colford como Trish.
- Connor Paolo como Damon.
- Brian Berrebbi como Steve, el gerente de Bill.
- Shana Dowdeswell como Molly.

- Datos: Q3282380